# Dick Dastardly
Dick Dastardly, o in italiano il Bieco Barone, è un personaggio comparso in diverse serie animate prodotte da William Hanna e Joseph Barbera. Fece la sua apparizione per la prima volta nel ruolo di cattivo tra i personaggi principali nella serie TV animata Wacky Races, dove rappresenta la parodia del personaggio malvagio. È caratterizzato da una iconografia tipica dello stereotipo del "cattivo": alto e magro, con ghigno malefico e baffi sottili, sempre vestito di abiti scuri.

## Il personaggio
(Dick Dastardly)
Dastardly, nato come cattivo principale della serie in Italia nota anche come Wacky Races - Le corse pazze del 1968, ha avuto tale successo da essere ripreso in Dastardly e Muttley e le macchine volanti (anche nota come Lo squadrone avvoltoi) del 1969.
La caratterizzazione del personaggio era fortemente ispirata ai "cattivi" di alcuni film di grande successo dell'epoca, come Quei temerari sulle macchine volanti (Those Magnificent Men in Their Flying Machines, 1965) e La grande corsa (The great race, 1965). In particolare, il personaggio di Dick Dastardly deve molto al Professor Fate, di cui richiama anche l'abbigliamento.
La spalla di Dastardly era il cane Muttley, pavido, poco fedele e forse più sadico del padrone.
In Wacky Races Dastardly gareggia in un raid automobilistico, cercando di vincere con l'uso di scorrettezze. L'auto di Dastardly, anch'essa caratterizzata in modo da trasudare cattiveria, era la temibile numero 00 (nome originale Mean Machine), dotata di incredibili trappole.
Nonostante l'uso di trucchi, Dastardly non risulta mai vincente nelle tappe della corsa, rimanendo di solito vittima delle proprie azioni, della propria inettitudine o più semplicemente della sfortuna.
Gli avversari tradizionali di Dastardly erano:
- Auto 1 - La Macigno-Mobile (I fratelli Rock e Gravel Slag)
- Auto 2 - Il Diabolico Coupé (I fratelli Big e Lil Gruesome)
- Auto 3 - La Multi-Uso (Professor Pat Pending)
- Auto 4 - Lo Scarafaggio Volante (Red Max)
- Auto 5 - Il Vezzoso Coupé (Penelope Pitstop)
- Auto 6 - L'Armata Speciale (Sergente Blast e recluta Meekly)
- Auto 7 - La Macchina Antiproiettile (Clyde e la sua banda)
- Auto 8 - L'Insetto Scoppiettante (Luke e l'orso Blubber)
- Auto 9 - La Sei Cilindri [aka Turbo Terrific] (Peter Perfect)
- Auto 10 - La Spaccatutto (Rufus Roughcut e Sawtooth)

In Lo squadrone Avvoltoi, altro nome della serie del 1969, Dastardly comanda una sgangherata squadra di piloti su rudimentali aerei con lo scopo di impedire al piccione viaggiatore Yankee Doodle di consegnare messaggi all'esercito nemico. Anche qui Dastardly fallisce sempre in modo misero.
Dastardly e Muttley hanno effettuato comparsate in altre serie di Hanna-Barbera, tra cui La caccia al tesoro di Yoghi, di cui è l'antagonista principale. È comparso anche in La Fender Bender Spaccamotori, una serie di corti animati ispirati alla serie Wacky Races, realizzata negli anni novanta.
Dal 1992, il suo disegnatore italiano, per le pagine de Il Giornalino, è Carlo Peroni.
Nel 1994, la rivista britannica Loaded ha nominato Dick Dastardly "uno dei più grandi inglesi viventi" nonostante Dastardly sia, stando ai riferimenti nel cartone animato, statunitense. In effetti in lingua originale viene doppiato con un accento molto più vicino a quello britannico che non degli Stati Uniti. Nonostante questo vi è tener conto che in Dastardly e Muttley e le macchine volanti Dick Dastardly dà la caccia al piccione statunitense Yankee-Doodle, pertanto non può essere né di nazionalità statunitense né britannica (alleate tra loro durante la prima guerra mondiale), ma più probabilmente di nazionalità tedesca.

## Doppiaggio e adattamenti
Dastardly era doppiato originariamente da Paul Winchell, mentre nelle comparsate nei videogiochi è doppiato da Jim Cummings. In italiano erano Franco Odoardi e Romano Ghini
In Brasile Dastardly è noto come Dick Vigarista, in Francia come Satanas, in Spagna come Pierre Nodoyuna, in Giappone come ブラック魔王 (Burakku Demon King).

## Apparizioni

### Serie animate
- Wacky Races
- Dastardly e Muttley e le macchine volanti
- La caccia al tesoro di Yoghi
- Hanna & Barbera Robot
- Yo Yoghi!
- South Park

### Film
- Scooby! (2020)

### Videogiochi
- Wacky Races (1991)
- Wacky Races (2000)
- Wacky Races: Le nuove avventure di Dick Dastardly & Muttley
- Wacky Races (2004)
- Wacky Races: Mad Motors
- Dastardly and Muttley: Operation: Pigeon Pursuit
- Wacky Races: La corsa più pazza del mondo (2008)